# Беляев, Владимир Георгиевич (футболист)
Владимир Георгиевич Беляев (15 сентября 1933, Нальчик, Северо-Кавказский край — 23 января 2001) — советский футболист, вратарь, мастер спорта.

## Биография
Воспитанник нальчикского футбола, начинал играть в местных «Динамо» и «Спартаке». В 1953 году был приглашён в московское «Динамо», в котором отыграл 12 сезонов, будучи дублёром Льва Яшина. За сборную СССР провёл 5 матчей, пропустил 8 голов (5 из них — в гостевом матче против сборной Англии). Был в заявке на чемпионате мира 1958 года.
По окончании футбольной карьеры работал в школе нальчикского «Спартака», затем — в школе вратарей, организованной Александром Апшевым. Среди его воспитанников Заур Хапов и Хасанби Биджиев, Сергей Кращенко («Спартак» Нальчик), Станислав Радтке («Кайрат» Алма-Ата).
Скончался 23 января 2001 года.

## Достижения
Командные
- Трёхкратный чемпион СССР (1957, 1959, 1963)
- Обладатель Кубка СССР (1953)

Личные
- В списках 33 лучших футболистов сезона в СССР: № 2 — 1957, 1958

## Киновоплощения
- Глеб Гервассиев — «Лев Яшин. Вратарь моей мечты», 2019 год.